# Швинкендорф
Швинкендорф (њем. Schwinkendorf) општина је у њемачкој савезној држави Мекленбург-Западна Померанија. Једно је од 60 општинских средишта округа Мириц. Према процјени из 2010. у општини је живјело 552 становника. Посједује регионалну шифру (AGS) 13056062.

## Географски и демографски подаци
Швинкендорф се налази у савезној држави Мекленбург-Западна Померанија у округу Мириц. Општина се налази на надморској висини од 60 метара. Површина општине износи 28,5 km². У самом мјесту је, према процјени из 2010. године, живјело 552 становника. Просјечна густина становништва износи 19 становника/km².

## Међународна сарадња
| Мјесто | Држава   | Врста сарадње | Од    |
| ------ | -------- | ------------- | ----- |
| Сренч  | Мађарска | партнерство   | 1991. |
| Извор  |          |               |       |